# Боромля (фестиваль)
Всеукраїнський сільський фестиваль мистецтв «Боромля» — громадсько-культурний мистецький захід, який проводиться щороку, протягом другої декади серпня, в містах Тростянець, Суми, селі Боромля та інших селах Сумської області. Започаткований у травні 1991 року, з ініціативи поета-пісняра, заслуженого діяча мистецтв України Віктора Герасимова, поета-тростянчанина Леоніда Татаренка та Івана Коломійця — начальника Боромлянської пересувної механізованої колони № 145.
Від 1995 року в межах фестивалю проходить Всеукраїнський конкурс виконавців пісні про українське село.

## Основні положення
Засновники — Асоціація діячів естрадного мистецтва України, спільно з Міністерством культури України, Держтелерадіо України, Сумською обласною і Тростянецькою районною державними адміністраціями та радами народних депутатів.
Мета фестивалю — піднесення рівня популяризації кращих зразків сучасного мистецтва серед сільського населення України, виявлення нових талановитих виконавців і авторів у жанрі естрадного мистецтва, створення нових мистецьких творів про українське село.
В межах фестивалю проводяться концерти за участю майстрів мистецтв і художніх колективів, концерти симфонічної, камерної і народної музики, Всеукраїнський конкурс на краще виконання пісень про українське село «Боромля», концерти за участю лауреатів конкурсу та гостей фестивалю. До участі у фестивалі запрошуються провідні художні колективи і солісти, митці естради у вокальному, хореографічному, інструментальному, розмовному жанрах.
Одним із центральних заходів фестивалю є Всеукраїнський конкурс на краще виконання творів про українське село, в якому беруть участь професійні виконавці і ансамблі, учні і студенти спеціальних навчальних закладів мистецтв і культури України, кращі представники самодіяльної художньої творчості.
Переможці конкурсу відзначаються спеціальними дипломами, призами співзасновників, державних і громадських організацій, спонсорів. Лауреати беруть участь у гала-концерті фестивалю.

## Історія
За роки проведення фестивалю в ньому взяли участь понад 10 тисяч співаків, гуртів, музикантів, учасників художньої самодіяльності з різних регіонів України та зарубіжжя. У різні часи гостями урочистостей були Дмитро Гнатюк, Анатолій Солов'яненко, Микола Кондратюк, Костянтин Огнєвий, Алла Кудлай, Микола Гнатюк, Віталій Білоножко, Віктор Шпортько та багато інших. А ще Національні академічні колективи — народний хор імені Григорія Верьовки, ансамбль танцю імені Павла Вірського, оркестр народних інструментів, державний духовий та естрадно-симфонічний оркестри, десятки інших відомих в Україні і світі художніх колективів.

Хоровий диригент і композитор, народний артист України Анатолій Авдієвський, який очолював журі конкурсу, зазначив:
Славна традиція народилася на благодатній Сумській землі — проводити цей унікальний, шанований сільськими трудівниками фестиваль, який є дітищем найновітніших віянь кінця ХХ століття, сполученням традиційного і сучасного — віконвічних постулатів українського села і творчих поривань мистецької еліти держави з її вічними устремліннями бути потрібними народу, ближчими до людей праці, і особливо — нелегкої, часто невдячної праці селянина.
Щорічно фестиваль відкриває нові таланти. Саме з «Боромлі» вийшли естрадна співачка Анжела Вербицька, співаки і композитори Микола Свидюк, Валерій Козупиця та інші українські митці.
На фестивалі вперше пролунала популярна пісня «Росте черешня в мами на городі», на слова Миколи Луківа, у виконанні автора музики і виконавця, згодом народного артиста України, композитора Анатолія Горчинського.